# 普洱府
普洱府，清朝政府设立的府。

普洱府在云南省的位置（1820年）

雍正七年（1729年）分东里宣慰司所辖湄公河内六版纳地置，治所在宁洱县（今云南省宁洱哈尼族彝族自治县），属云南省。乾隆元年（1736年），增领江外六版纳各土司。辖境相当今云南省景谷、墨江、宁洱三县地和西双版纳傣族自治州，以及今老挝北部丰沙里省孟乌、孟乌代（光緒年間，割猛烏、烏得與法）等地。1913年废。 
清代為最要。迤南道治所。普洱總兵駐。明，車里宣慰司，屬元江府。土官那氏世襲。雍正七年，置普洱府。領廳三，縣一，宣慰司一：寧洱縣、威遠廳、思茅廳、他郎廳、車里宣慰司。